# Petersula courtallensis
Petersula courtallensis is een haft uit de familie Leptophlebiidae. De wetenschappelijke naam van de soort is voor het eerst geldig gepubliceerd in 1984 door Sivaramakrishnan.
De soort komt voor in het Oriëntaals gebied.